# オレたち
「オレたち」はCOBRAの7枚目のシングル。

## 内容
ポニーキャニオン移籍第一弾となった本作は初のオリコンチャート100位以内にランクインされた最大のヒット作。

## 収録曲
全曲　作詞・作曲・編曲：COBRA
1. オレたち
2. REAL NOW